# Carabus chevrolati
Carabus chevrolati es una especie de insecto adéfago del género Carabus, familia Carabidae. Fue descrita científicamente por Cristoforis & Jan en 1837.
Habita en Georgia y Turquía.